# سن فرانسیس (داکوتای جنوبی)
سن فرانسیس(به انگلیسی: St. Francis) شهری در ایالت داکوتای جنوبی کشور ایالات متحده آمریکا است که جمعیت آن در سرشماری سال ۲۰۱۰ میلادی، ۷۰۹ نفر بوده‌است.